# Laura Pausini (álbum de 1994)
Laura Pausini é o primeiro álbum em língua espanhola da cantora Laura Pausini. Somente na Espanha o álbum vendeu mais de 1,5 milhões de cópias, ultrapassando 9 milhões mundialmente, sendo o trabalho em espanhol mais vendido de sua carreira. 
Foi lançado na Espanha e na América Latina no dia 22 de novembro de 1994.

## Informações do álbum
O disco é uma versão do álbum Laura Pausini de 1993 e foi lançada para o mercado hispanofônico e o Brasil  em 1994.
O álbum é de fato uma coletânea com faixas selecionadas e adaptadas em espanhol dos dois primeiros álbuns de Laura Pausini, Laura Pausini de 1993 e Laura  de 1994.
O disco obteve um enorme sucesso, o vendendo 1 milhão de cópias apenas Espanha, premiando assim Laura Pausini com um Globo de Platina por ser a primeira artista não espanhola a superar a venda de 1 milhão de cópias na Espanha.
Em 1996 o álbum também foi premiado com o IFPI Platinum Europe Awards por suas vendas na Europa.
O disco é o mais vendido na história da Espanha por um artista estrangeiro e o 7º mais vendido na história do país.
Para a promoção do álbum as canções lançadas como singles foram: La soledad, Se fue, Amores extraños, Gente, Él no está por ti e Las chicas.

## Lista de faixas
| N.º            | Título                  | Letras                                 | Música                               | Adaptação      | Duração |  |
| 1.             | "Gente"                 | Cheope, Marco Marati                   | Angelo Valsiglio                     | Badia          | 4:35    |  |
| 2.             | "Él no está por ti"     | Cheope, Marco Marati                   | Angelo Valsiglio, Roberto Buti       | Badia          | 3:47    |  |
| 3.             | "Amores extraños"       | Cheope, Marco Marati, Francesco Tanini | Angelo Valsiglio, Roberto Buti       | Badia          | 4:17    |  |
| 4.             | "Las chicas"            | Cheope, Marco Marati                   | Angelo Valsiglio, Roberto Buti       | Badia          | 4:20    |  |
| 5.             | "El valor que no se ve" | Cheope, Marco Marati                   | Angelo Valsiglio                     | Badia          | 4:38    |  |
| 6.             | "La soledad"            | Federico Cavalli, Pietro Cremonesi     | Angelo Valsiglio, Pietro Cremonesi   | Badia          | 4:00    |  |
| 7.             | "¿Por qué no volvarán?" | Federico Cavalli                       | Angelo Valsiglio, Pietro Cremonesi   | Badia          | 3:59    |  |
| 8.             | "Se fue"                | Federico Cavalli, Pietro Cremonesi     | Angelo Valsiglio, Pietro Cremonesi   | Badia          | 4:40    |  |
| 9.             | "¿Por qué no?"          | Roberto Casini                         | Angelo Valsiglio, Pietro Cremonesi   | Badia          | 4:34    |  |
| 10.            | "Carta"                 | Cheope, Marco Marati                   | Angelo Valsiglio, Giovanni Salvatori | Badia          | 3:42    |  |
| Duração total: | Duração total:          | Duração total:                         | Duração total:                       | Duração total: | 42:33   |  |

| Faixa bônus - Edição K7 Venezuela |                               |                                    |                                    |         |  |
| N.º                               | Título                        | Letras                             | Música                             | Duração |  |
| 11.                               | "La solitudine" (Bonus track) | Federico Cavalli, Pietro Cremonesi | Angelo Valsiglio, Pietro Cremonesi | 3:57    |  |
| Duração total:                    | Duração total:                | Duração total:                     | Duração total:                     | 46:30   |  |

## Créditos
| - Gianni Salvatori: arranjos, guitarra elétrica, coro - Renato Cantele: técnico de som - Giamba Lizzori: técnico de som - Massimo Pacciani: bateria (instrumento musical), percussão - Cesare Chiodo: baixo elétrico - Stefano Allegra: baixo elétrico - Riccardo Gallardini: guitarra acústica - Simone Papi: piano - Luca Signorini: saxofone - Emanuela Cortesi: coro - Silvia Mezzanotte:coro - Cristina Montanari: coro - Leonardo Abbate: coro - Danilo Bastoni: coro | - Angelo Valsiglio: Produção artística - Marco Marati: Produtor Executivo\|Produção executiva - Alfredo Cerruti: Assistênte de produção artística - Fabrizio Pausini: Assistênte de produção executiva - Santanna Recording Studio - Danilo Sticks: Diretor do estúdio - Gianni Salvatori: gravação de som - Sandro Chinellato: gravação de som - Studio Morning - Renato Cantele: gravação de som - Giamba Lizzori: gravação de som - Byblos: guarda roupa - Luciano Viti: fotografia - Stephanie Tranchina: maquiagem - Fabrizio Betty by I Maretti: cabeleireiro |

## Singles e videoclips
Dos singles lançados do álbum Laura Pausini, 3 tiveram videoclips realizados:
| Título          | Data de lançamento | Diretor do vídeo    |
| --------------- | ------------------ | ------------------- |
| La soledad      | 1994               | Ambrogio Lo Giudice |
| Amores extraños | 1995               | Stefano Salvati     |
| Gente           | 1995               | Nadia de Paoli      |

## Desempenho nas tabelas musicais
| Paradas (1994-1995)                         | Melhor posição |
| ------------------------------------------- | -------------- |
| Chile                                       | 2              |
| Espanha                                     | 1              |
| Estados Unidos (Billboard Latin Pop Albums) | 10             |
| Estados Unidos (Billboard Latin Albums)     | 31             |

| País      | Certificação |
| --------- | ------------ |
| Argentina | Platina      |
| Chile     | Platina      |
| Colômbia  | Platina      |
| Espanha   | Diamante     |